# NSB 18
Паровоз NSB 18 — норвежский паровоз с осевой формулой 1-4-0 производившийся с 1900 года.
Первоначально эта серия паровозов предназначалась для эксплуатации на Северной линии, но паровоз получил более широкое распространение. Всего было построено 35 паровозов трёх модификаций обозначенных 18a, 18b и 18c.
Последний паровоз этой серии был построен в 1913 году, а из эксплуатации был изъят 25 августа 1969 года. Этот паровоз, имеющий бортовой номер 255 был сохранён в техническом музее города Берген. Этот паровоз в период с 1980 по 1992 был отреставрирован Норвежским железнодорожным клубом и в настоящее время базируется на линии Gamle Vossebanen, где эксплуатируется каждое лето.